# Bouandas
Bouandas (em árabe: بوعنداس) é uma comuna localizada na província de Sétif, Argélia. Sua população estimada em 2008 era de 16 966 habitantes.